# Jasmin Zuta
Jasmin Zuta, född 10 november 1981 i Göteborg, är en svensk handbollstränare och tidigare handbollsspelare (Mittnia/vänsternia). Tränare för Redbergslids IK i Handbollsligan från 2015 till 2020 och i Handbollsallsvenskan från 2023.

## Meriter
- Två SM-guld som spelare (2000 och 2001) med Redbergslids IK